# 吉川広逵
吉川 広逵（きっかわ ひろみち）は、江戸時代中期の周防国岩国領5代領主。

## 生涯
元禄8年（1695年）7月4日、第4代領主・吉川広紀の長男として生まれる。元禄9年（1696年）7月13日、父が死去し、8月26日に家督を相続する。
わずか2歳で家督を相続したため、政務は後見人や家老によって行なわれた。このため、家老や家臣団の念願であった吉川家の家格昇格運動が本格化し、家老の今田忠仲によって運動が盛んに行なわれたが実現しなかった。なお、その一方で今田は長州藩の毛利本家との和解も推進している。
正徳5年（1715年）6月19日に死去した。享年21。7月23日、長男・経永が家督を継ぐ。

## 系譜
- 父：吉川広紀（1658-1696）
- 母：喜井（1671-1717） - 蓮徳院、石川義当次女
- 正室：多喜（1696-1781） - 正理院、栗原忠良娘
  - 長男：吉川経永（1714-1764）